# Contalgen Funeral
 (septembre 2023).
Contalgen Funeral est un groupe musical islandais.

## Histoire
Le groupe est formé en 2010 par Andra Má Sigurðsson et Kristján Vigni Steingrímsson. Début 2011, Gísli Þór Ólafsson rejoint le groupe, suivi au printemps par Sigurlaug Vordís Eysteinsdóttir et Sigfús Arnar Benediktsson.
À l'été 2011, le groupe travaille sur un clip pour la chanson Charlie. Le tromboniste Bárður Smárason rejoint le groupe et ils se produisent au Iceland Airwaves Festival cette année-là, entre autres. Puis à l'automne 2011, ils sortent l'EP Gas Money.
En 2012, le groupe sort son premier album studio, Pretty Red Dress, qui est enregistré par Fúsa Ben, batteur du groupe, au Studio Benmen situé à Sauðárkrók. Pendant le week-end de Pâques 2014, Contalgen Funeral joue pour la première fois en 10 ans au festival musical Aldrei i go south à Ísafjörður.
Le deuxième album du groupe, Good Times, est enregistré dans le même studio, et sort le 9 décembre 2016,.

## Membres
- Andri Már Sigurðsson — chant, banjo
- Gísli Þór Ólafsson — basse, chœurs
- Kristján Vignir Steingrímsson — guitare
- Sigfus Arnar Benediksson — batterie
- Sigurlaug Vordís Eysteinsdóttir — voix, percussions

## Discographie

### Albums studio
- 2012 : Pretty Red Dress
- 2016 : Good Times

### EP
- 2011 : Gas Money